# قناة الغدير
قناة الغدير (بالإنجليزية: Alghadeer TV)، قناة تلفزيونية فضائية عراقية. كانت الغدير أولى القنوات التي بدأت بالبث بعد سقوط بغداد أثناء غزو العراق في 2003. بدأت القناة بثها قناة أرضية لمدة أربعة سنوات ثم انتقلت إلى البث الفضائي بعدها. تقدم القناة أخبار محلية وعراقية. ترددها 10892-27500-عمودي.

## وصلات خارجية
- الموقع الرسمي